# ローブ保管センター
座標: 北緯48度23分49秒 東経4度40分23秒 / 北緯48.396944度 東経4.673056度
ローブ保管センター（フランス語：Centre de stockage de l'Aube）は、フランス共和国オーブ県スーレーヌ＝デュイス（fr:Soulaines-Dhuys）に所在する放射性廃棄物の保管所で世界最大級の規模でもある。

## 概要
1992年1月、シャンブノワーズ森の100ヘクタールの敷地にローブ保管センターの建設が開始される。本センターは1969年から1994年まで稼働していたラ・マンシュ保管センターの代替施設として建設される。
センターはフランス国内で発生した半減期30年未満の中・低レベル放射性廃棄物の集約保管のため計画され、廃棄物は放射線量の大部分が減少する300年に渡って保管される。排出元は主に原子力産業（防護服、ブーツ、手袋、機械部品の一部）であるが、他にも研究や放射線関連の医療活動で使用された物も受け入れる。
2010年、放射性廃棄物管理機関（ANDRA）が管理する本センターは保管容量の25％に達したとしている。廃棄物は100万立方メートルの受入容量があるとされ、センターは約60年の運用が予定されている。ローブ保管センターの南近隣にはモルヴィリエ保管センターも設置されており、こちらには極低レベルの放射性廃棄物が保管されている。

## 廃棄物輸送
放射性廃棄物の輸送はどちらかの方法で行われる。
- 発生元から道路を使って直接ローブ保管センターへ。
- 発生元の最寄りにある鉄道ターミナルから貨物列車により輸送し、ブリエンヌ＝ル＝シャトー（fr:Brienne-le-Château）の鉄道ターミナルから15km先にあるセンターまではトラック輸送による方法。

2004年には105両の貨車が鉄道ターミナルで荷受してトラックにより310往復輸送し、そして2,765台のトラックが直接搬入した実績がある。これは稼働日あたり14台以上のトラック量に及ぶ。
2008年に、10,382トンの低レベル放射性廃棄物が原子力庁によって送られている。原子力庁からの物は特に浄化と解体による発生物である。

## 梱包
廃棄物の梱包は保管センター内で調整される。廃棄物の種類によって梱包方法は異なる。金属種が入ったドラム缶はコンクリートが流し込まれ圧縮保管処置がなされる。その他の廃棄物はコンクリートが流し込まれた長方形容器に保管される。最後に、保管センターでは梱包されていない廃棄物も収容可としている。

## 処分セル
保管箱はコンクリートで出来上がった保管壕に積み重ねて保管される。具体的には保管箱間の隙間を組めるためコンクリートを流し込む。保管箱で満杯となった保管壕は処分セルを封じ込めるためタイルと一体化した鉄筋コンクリートで閉ざされる。これらの補充・閉鎖の作業についてはレール上で移動するルーフによって実施される。セルのある壕下には汚染された水が流れ出さないように貯蔵タンクに水を貯めこみ収集できるようにしている。

## 放射線の影響
1992年の運用開始以来、放射性廃棄物管理機関により設定された規制値は年間積算250ミリシーベルトとされ、保管センター内では一般市民生活より低い年0.1ミリシーベルトであるとされる。センターから発生する重大な影響についての欠如は研究によって確証される。2011年、保管センターから半径15km一帯で癌の増加率が示されていない報告書が公開される。